# (33998) 2000 OW3
2000 OW3 (asteroide 33998) é um asteroide da cintura principal. Possui uma excentricidade de 0.15463650 e uma inclinação de 4.62683º.
Este asteroide foi descoberto no dia 24 de julho de 2000 por LINEAR em Socorro.